# مامادو لامینه کامارا
مامادو لامینه کامارا (انگلیسی: Mamadou Lamine Camara؛ زادهٔ ۵ ژانویهٔ ۲۰۰۳) بازیکن فوتبال است که در حال حاضر برای باشگاه فوتبال برکان بازی می‌کند. 
وی همچنین در تیم‌های ملی فوتبال زیر ۲۳ سال سنگال و سنگال بازی کرده است.